# Núria Tortras i Planas
Núria Tortras i Planas   (Barcelona, 1926 - Barcelona, 20 de juliol de 2013) fou una escultora catalana.

## Biografia
Filla d'Antoni Tortras i Atmetlla i Consòl Planas i Regordosa, i neta d'Antoni Tortras i Codina (vegeu destil·leria Tortras). Començà els estudis a l'Escola Blanquerna i continua a l'Escola de Belles Arts de Barcelona amb Joan Rebull. El 1962 va obtenir el primer accèssit de la Reial Acadèmia de Belles Arts de Sant Jordi, el 1963 el segon accèssit de la Reial Acadèmia i el 1965 el primer premi. Exposà individualment des del 1968 i participa regularment en certamens i exposicions col·lectives. La seva obra és amarada de sentiment mediterrani, amb clares reminiscències dels clàssics grecs i egipcis
Va obtenir el premi Ciutat de Barcelona el 1974 per la seva obra Dona agenollada. A Barcelona, ha realitzat els monuments A les Colles de Sant Medir (1969), a Walt Disney (guanyadora del Concurs Internacional de 1969), a Charles Chaplin (1972) i a la Mútua Escolar Blanquerna (1998), i, a Palma, el de Walt Disney (1969). També ha fet imatgeria religiosa al frontis de l'abadia de Montserrat i al Temple Expiatori de la Sagrada Família. El 2003 va rebre la Creu de Sant Jordi.
Té obres exposades al Museu d'Art Modern de Barcelona, al Museu During dels EUA, al Museu Zabaleta de Quesada (Jaén) i al Museu d'Art Matern (abans a Sant Vicenç dels Horts, ara Museu Matern Magda Sanrama a Guimerà).

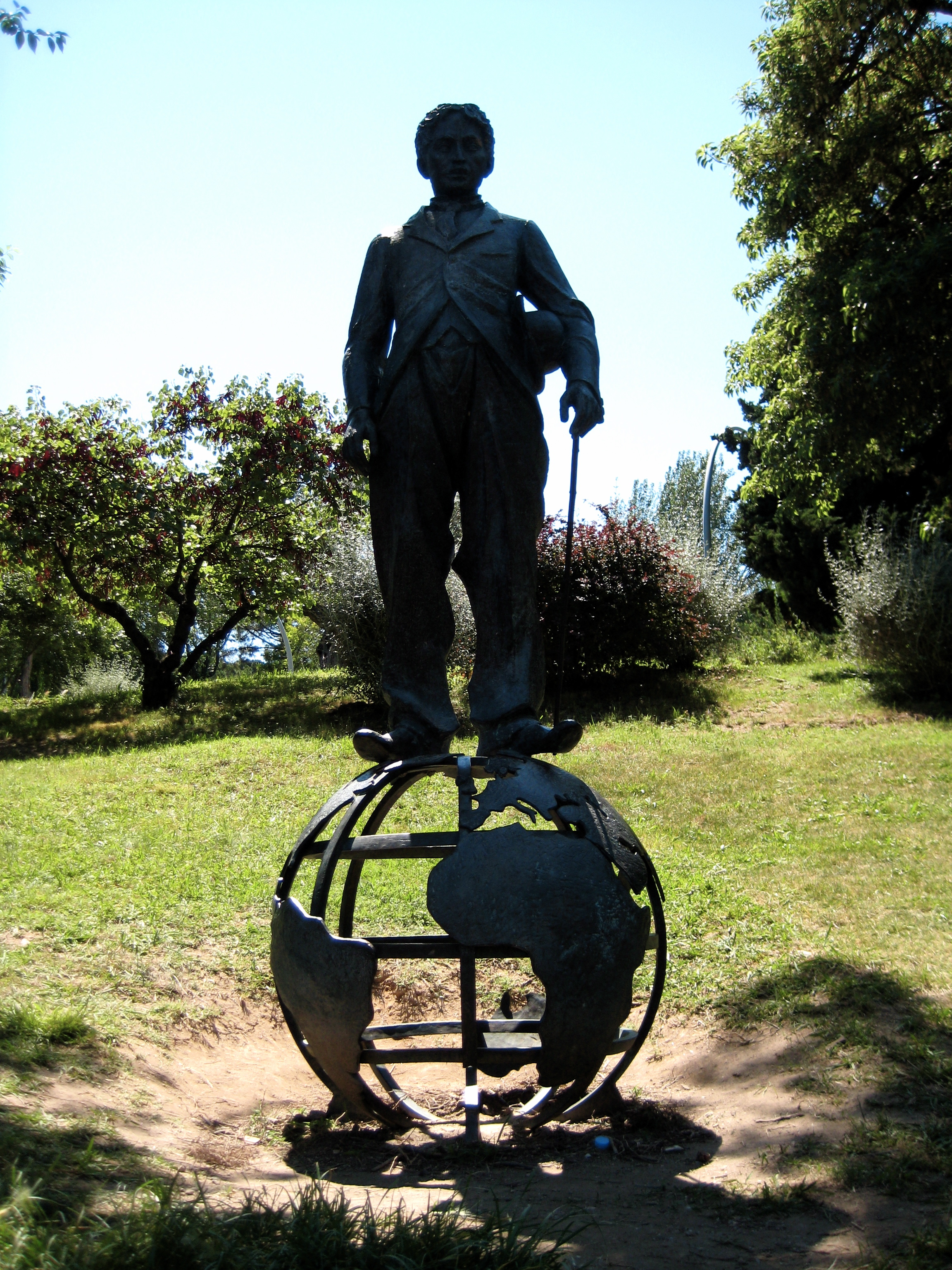
Estàtua de Charles Chaplin (1972), situada als Jardins de Joan Brossa